# Helicopsyche valligera
Helicopsyche valligera är en nattsländeart som beskrevs av Oliver S. Flint Jr. 1983. Helicopsyche valligera ingår i släktet Helicopsyche och familjen Helicopsychidae. Inga underarter finns listade i Catalogue of Life.